# Масований ракетний обстріл України 15 лютого 2024
У ніч проти 15 лютого російсько-окупаційні війська атакували Україну ракетами різних типів, зокрема повітряного і морського базування, балістичними та керованими авіаційними ракетами.

## Обстріли
Загалом Сили оборони зафіксували пуски 26 ракет різних типів:
- 12 крилатих ракет Х-101/Х-555/Х-55 з літаків стратегічної авіації Т-95мс (з міста Енгельс);
- 6 балістичних ракет «Іскандер-М»/ KN-23 (з Воронезької області);
- 2 крилаті ракети «Калібр» (з Новоросійська);
- 4 керовані авіаційні ракети Х-59 (з тимчасово окупованої частини Запорізької області та з російської Курської області);
- 2 зенітні керовані ракети С-300 (з Бєлгородської області).

Силами та засобами Повітряних сил і Сил оборони України вдалося знищити 13 ракет різних типів: 8 крилатих ракет Х-101/Х-555/Х-55, одну балістичну ракету «Іскандер-М»/KN-23, 2 крилаті ракети «Калібр» та 2 керовані авіаційні ракети Х-59.

### Львівська область
Внаслідок ракетної атаки зазнала руйнувань трансформаторна підстанція у Франківському районі Львова. Вибуховою хвилею від ракети, що впала в землю, було пошкоджено 19 житлових будинків, дитячий садочок №165, Ліцей №45 та приватна Школа. 3 людини отримали поранення.

### Хмельницька область
Вранці 15 лютого було завдано ракетного удару по Хмельниччині внаслідок цього пошкоджено приватні та житлові будинки, з них 1 приватний будинок був частково зруйнований. Поранено 2 людей, чоловіка та жінку. Над територією області було збито 1 ракету. Про це повідомив перший заступник начальника ОВА Сергій Тюрін.

### Київська область
Унаслідок російського обстрілу Київщини зранку 15 лютого влучань в об'єкти критичної інфраструктури не зафіксовано. У двох населених пунктах Київської області зафіксовано падіння уламків ворожих ракет, пошкоджено сім приватних будинків, попередньо жертв і постраждалих унаслідок ракетної атаки немає.

### Полтавська область
У Полтавській області внаслідок російської ракетної атаки пошкоджено склад, зайнялася пожежа на площі 100 квадратних метрів, минулося без постраждалих. 

### Дніпропетровська область
Згідно інформації від голови Дніпропетровської військової адміністрації, відомо про влучання по об'єктах цивільної інфраструктури, інформації про потерпілих немає.

### Харківська область
У Чугуєві внаслідок ракетного удару Росії з ЗРК С-300 по житловому сектору загинула жінка, пошкоджені та вщент зруйновані приватні будинки, газогін та електромережі. 
Міська голова Чугуєва - Галина Мінаєва повідомила, що близько опівночі за місцевим часом щонайменше одна людина загинула в результаті російського ракетного обстрілу Чугуєва в Харківській області. Повідомлялося про два вибухи в цьому районі.

### Запоріжжя
Під час ранкової атаки по Запоріжжю обстрілу зазнав інфраструктурний об'єкт. За попередніми даними, постраждали чотири людини.

### Інше
Щонайменше одна ракета Х-101 була знайдена в полі у Волгоградській області, яка ймовірно, впала 15 лютого.

## Статистика
| Регіон                                               | Місце                                                | Зброя                                                | К-ть  | Влучання, загиблі/поранені                                                        |
| ---------------------------------------------------- | ---------------------------------------------------- | ---------------------------------------------------- | ----- | --------------------------------------------------------------------------------- |
| Харківська обл.                                      | Чугуїв                                               | С-300                                                | 2     | зруйновані приватні будинки, жертви: 1/0                                          |
|                                                      |                                                      |                                                      |       |                                                                                   |
| Львівська обл.                                       | Львів                                                | Х-101*, KN-23/Іскандер-М, Калібр, Х-59               | 13/24 | пошкоджено ел. підстанцію, житлові будинки, дитсадок, ліцей та школу, жертви: 0/3 |
| Хмельницька обл.                                     | Хмельницька обл.                                     | Х-101*, KN-23/Іскандер-М, Калібр, Х-59               | 13/24 | внаслідок російської атаки пошкоджено цивільні об'єкти, жертви: 0/2               |
| Київська обл.                                        | Бучанський р-н                                       | Х-101*, KN-23/Іскандер-М, Калібр, Х-59               | 13/24 | пошкоджені кілька десятків житлових будинків, жертви: 0/0                         |
| Полтавська обл.                                      | Полтавська обл.                                      | Х-101*, KN-23/Іскандер-М, Калібр, Х-59               | 13/24 | внаслідок російської ракетної атаки пошкоджено склад, жертви: 0/0                 |
| Дніпропетровська обл.                                | Дніпропетровська обл.                                | Х-101*, KN-23/Іскандер-М, Калібр, Х-59               | 13/24 | відомо про влучання по об'єктах цивільної інфраструктури, жертви: 0/0             |
| Запорізька обл.                                      | Запоріжжя                                            | Х-101*, KN-23/Іскандер-М, Калібр, Х-59               | 13/24 | влучання в інфраструктурний об'єкт, пошкоджені багатоповерхівки, жертви: 0/4      |
| Україна загалом (не рахуючи систем С-300/C-400)      | Україна загалом (не рахуючи систем С-300/C-400)      | Україна загалом (не рахуючи систем С-300/C-400)      | 13/24 | Жертви: 1+/13+                                                                    |
| Відсоток ракет, перехоплених ППО та іншими засобами: | Відсоток ракет, перехоплених ППО та іншими засобами: | Відсоток ракет, перехоплених ППО та іншими засобами: | 54 %  | 54 %                                                                              |
|                                                      |                                                      |                                                      |       |                                                                                   |
| РФ, Волгоградська обл.                               | РФ, Волгоградська обл.                               | Х-101*                                               | 1/1   | щонайменше одна ракета передчасно впала у Єланському р-ні                         |